# Amanda
Amanda  è un nome proprio di persona italiano femminile.

## Varianti
- Femminili
  - Ipocoristici: Manda
  - Alterati: Amandina
- Maschili: Amando[2]
  - Alterati: Amandino

### Varianti in altre lingue
- Finlandese: Amanda[1]
- Francese: Amanda
  - Alterati: Amandine[3]
- Inglese: Amanda[1]
  - Ipocoristici: Amy, Mandy[1], Mandi[1]
- Olandese: Amanda[1]
- Portoghese: Amanda[1]
  - Maschili: Amando[2]
- Lingue scandinave: Amanda[1]
- Spagnolo: Amanda[1]
  - Maschili: Amando[2]
- Tardo latino
  - Maschili: Amandus[2]
- Tedesco: Amanda[1]
  - Maschili: Amand[2]

## Origine e diffusione
Può in parte rappresentare una forma femminile del nome latino Amandus, che significa "da amare", "degno di essere amato" (da amandus, gerundivo di amare): tuttavia non era usato nel Medioevo.
Venne sostanzialmente "ricreato" da diversi autori e poeti nel XVII secolo, basandolo direttamente sul latino amanda (col medesimo significato dell'originale); raggiunse poi l'uso comune nel XIX secolo; anche se in Italia è rimasto di scarsa diffusione, nei paesi anglosassoni ha avuto un notevole successo, tanto che rientrò nei dieci nomi più usati per le bambine nate negli Stati Uniti fra il 1976 e il 1995.

## Onomastico
L'onomastico si può festeggiare in memoria di più santi (tutti uomini, dato che non esiste alcuna santa Amanda), alle date seguenti:
- 6 febbraio, sant'Amando, vescovo di Maastricht ed evangelizzatore delle Fiandre[2][5].
- 18 giugno, sant'Amando, vescovo di Bordeaux[2][5]
- 16 ottobre, sant'Amando, eremita con san Giuniano presso Limoges[5]
- 26 ottobre, sant'Amando, vescovo di Strasburgo[5]

## Persone

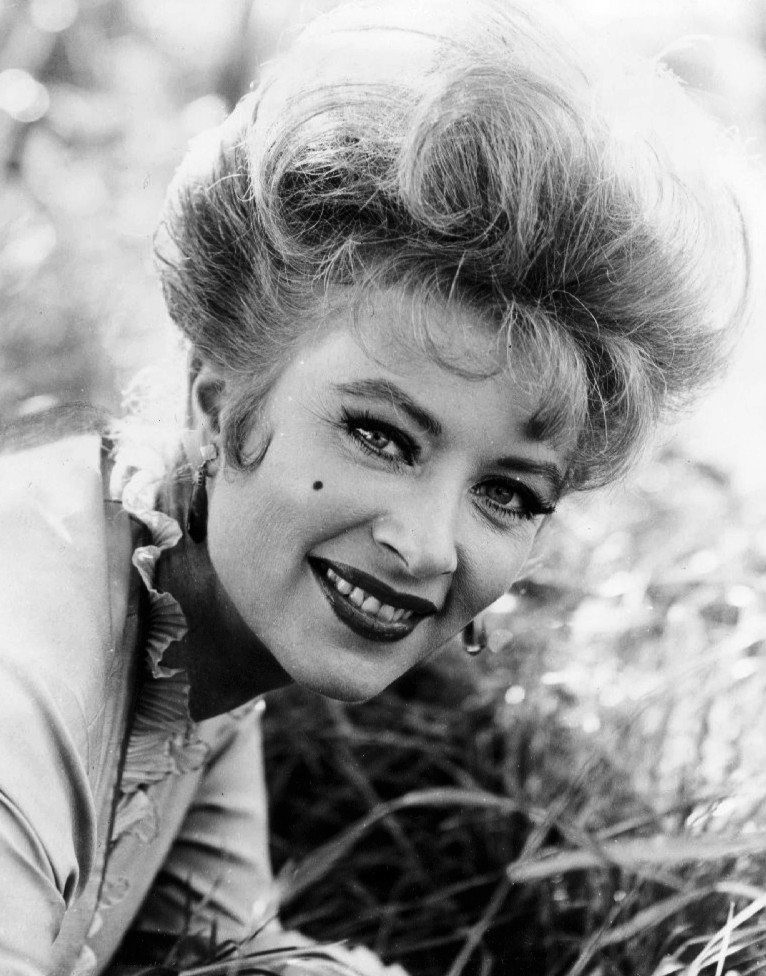
Amanda Blake

- Amanda Beard, nuotatrice e modella statunitense
- Amanda Blake, attrice statunitense
- Amanda Bynes, attrice, cabarettista e stilista statunitense
- Amanda Filipacchi, scrittrice statunitense
- Amanda Gorman, poetessa e attivista statunitense
- Amanda Lear, cantautrice, attrice, pittrice e presentatrice televisiva francese naturalizzata britannica
- Amanda Lepore, modella statunitense
- Amanda Marshall, cantante canadese
- Amanda Michalka, attrice e cantante statunitense
- Amanda Palmer, cantante, pianista e compositrice statunitense
- Amanda Peet, attrice statunitense
- Amanda Sandrelli, attrice e regista italiana
- Amanda Seyfried, attrice e cantante statunitense
- Amanda Tapping, attrice canadese

### Variante Mandy
- Mandy Bruno, attrice statunitense
- Mandy Chiang, cantante cinese

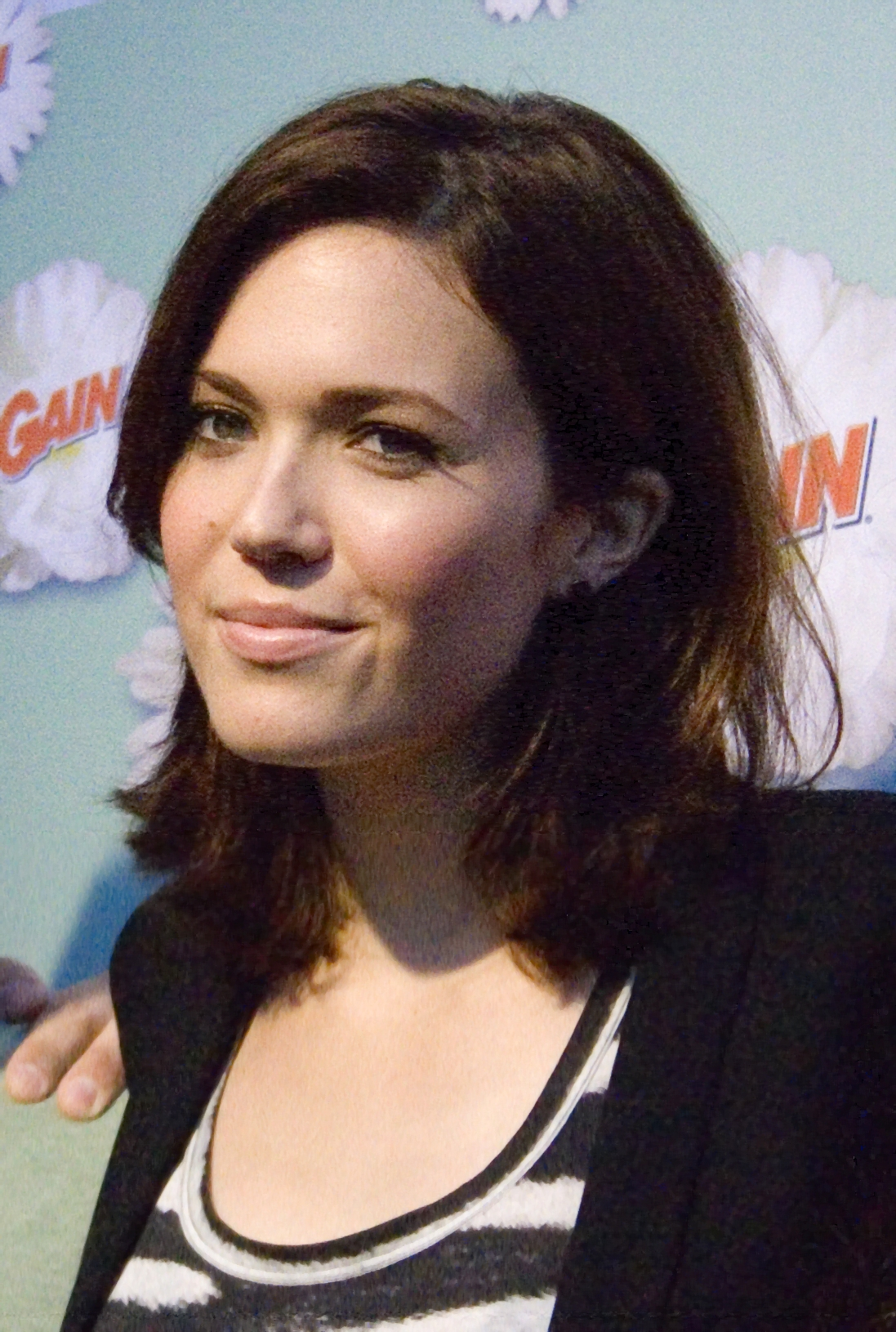
Mandy Moore

- Mandy Minella, tennista lussemburghese
- Mandy Moore, cantautrice e attrice statunitense
- Mandy Musgrave, attrice statunitense
- Mandy Niklaus, schermitrice tedesca
- Mandy Rose, wrestler e modella statunitense
- Mandy Smith, cantante e attrice britannica

### Altre varianti femminili
- Amandine Mauricette, pallavolista francese

### Varianti maschili
- Amandus, conte di Piacenza
- Amando de Ossorio, regista e sceneggiatore spagnolo
- Amando di Maastricht, vescovo cattolico, santo e missionario franco

## Il nome nelle arti
- Amanda è un personaggio delle serie televisiva Highlander.
- Amanda Evert è un personaggio della serie di videogiochi Tomb Raider.
- Amandine Poulain è un personaggio del film del 2001 Il favoloso mondo di Amélie, diretto da Jean-Pierre Jeunet.
- Amanda Sefton è un personaggio dei fumetti dell'Universo Marvel.
- Amanda Tanen è un personaggio della serie televisiva Ugly Betty.
- Amanda Valenciano Libre è un personaggio del videogioco Metal Gear Solid: Peace Walker
- Amanda Waller è un personaggio dei fumetti DC Comics.
- Amanda Woods è un personaggio del film del 2006 L'amore non va in vacanza, diretto da Nancy Meyers.
- Amanda Young è un personaggio della serie di film Saw.
- Te recuerdo Amanda è una famosa canzone del cantautore cileno Víctor Jara.
- Amanda è libera è il titolo di una canzone di Al Bano presentata a Sanremo 2011.
- Nella variante inglese Mandy è una canzone di Barry Manilow.
- Amanda è un personaggio dei fumetti argentini creato da Robin Wood.
- Amanda è il titolo di una canzone dei Boston.